# Wall Township (New Jersey)
Pour les articles homonymes, voir Wall Township.
Wall Township est un township américain situé dans le comté de Monmouth au New Jersey.

## Géographie
Le township de Wall comprend les localités d'Algers Mill, Allaire, Allenwood, Atlantic Avenue Circle, Baileys Corner, Blansingburg, Brielle Circle, Como Road Circle, Glendola, Hurleys Corner Circle, Hurleys Mills, Lake Como, New Bedford, Old Mill, Orbornes Mills, Osborn Island, Remsen Mills, Shark River, Treasure Island, Wall et West Belmar.
La municipalité s'étend sur 31,74 milles carrés (82,21 km2) dont 1,06 mille carré (2,75 km2) d'étendues d'eau. Elle comprend une partie du parc d'État d'Allaire (en).

## Histoire
La région est d'abord habitée par les Lenapes. Le township de Wall est créé le 7 mars 1851 à partir du township de Howell. Il correspond alors à la côte Atlantique de l'ancien township, entre le fleuve Manasquan et la Shark River (en). Il est nommé en l'honneur du sénateur du New Jersey Garret D. Wall (en) (1835-41).
En 1864, le chemin de fer atteint le township. Dans les années qui suivent, les communautés balnéaires poursuivent leur développement et souhaitent devenir indépendantes. De nombreux boroughs prennent ainsi leur indépendance du township à partir des années 1880 : North Spring Lake (en) (1884), Ocean Beach (1885), Manasquan (1887), Spring Lake (1892), Sea Girt (1917), Brielle (1919), South Belmar (1924) et Spring Lake Heights (1927).
Wall Township compte trois sites inscrits au Registre national des lieux historiques. La propriété Allgor-Barkalow comprend une ferme et ses dépendances. Elle constitue l'une des fermes du milieu du XIXe siècle les mieux préservées de la région. La maison principale, de style Greek Revival vernaculaire, accueille aujourd'hui le musée local. Le district historique de Camp Evans est quant à lui un ancien centre de recherche secret de l'armée américaine, qui a également servi de siège au Ku Klux Klan du New Jersey dans les années 1920 et 1930. Allaire Village est un autre district historique local, il s'agit d'une ancienne cité ouvrière construite par James P. Allaire dans les années 1830.

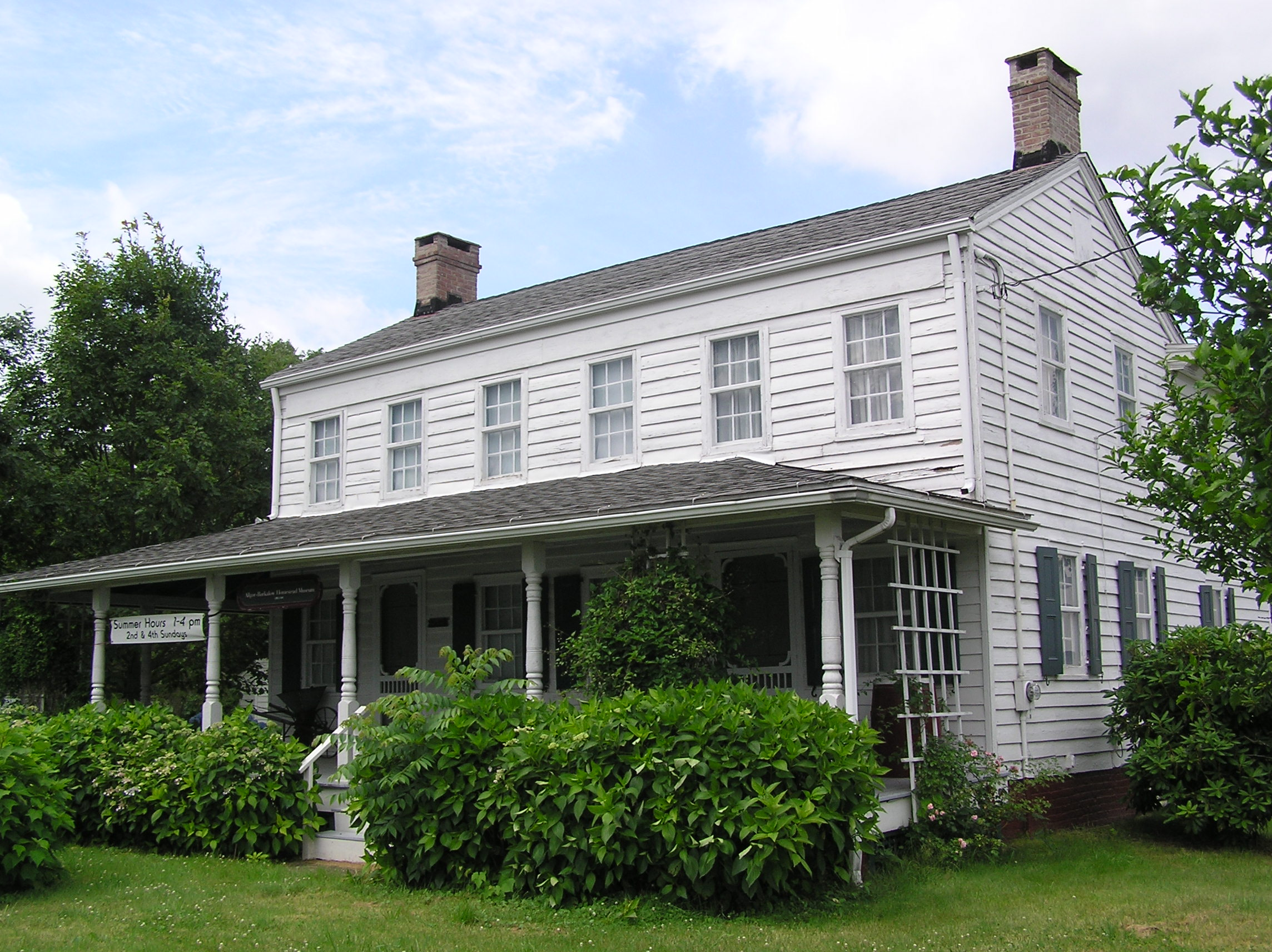
Allgor-Barkalow Homestead.
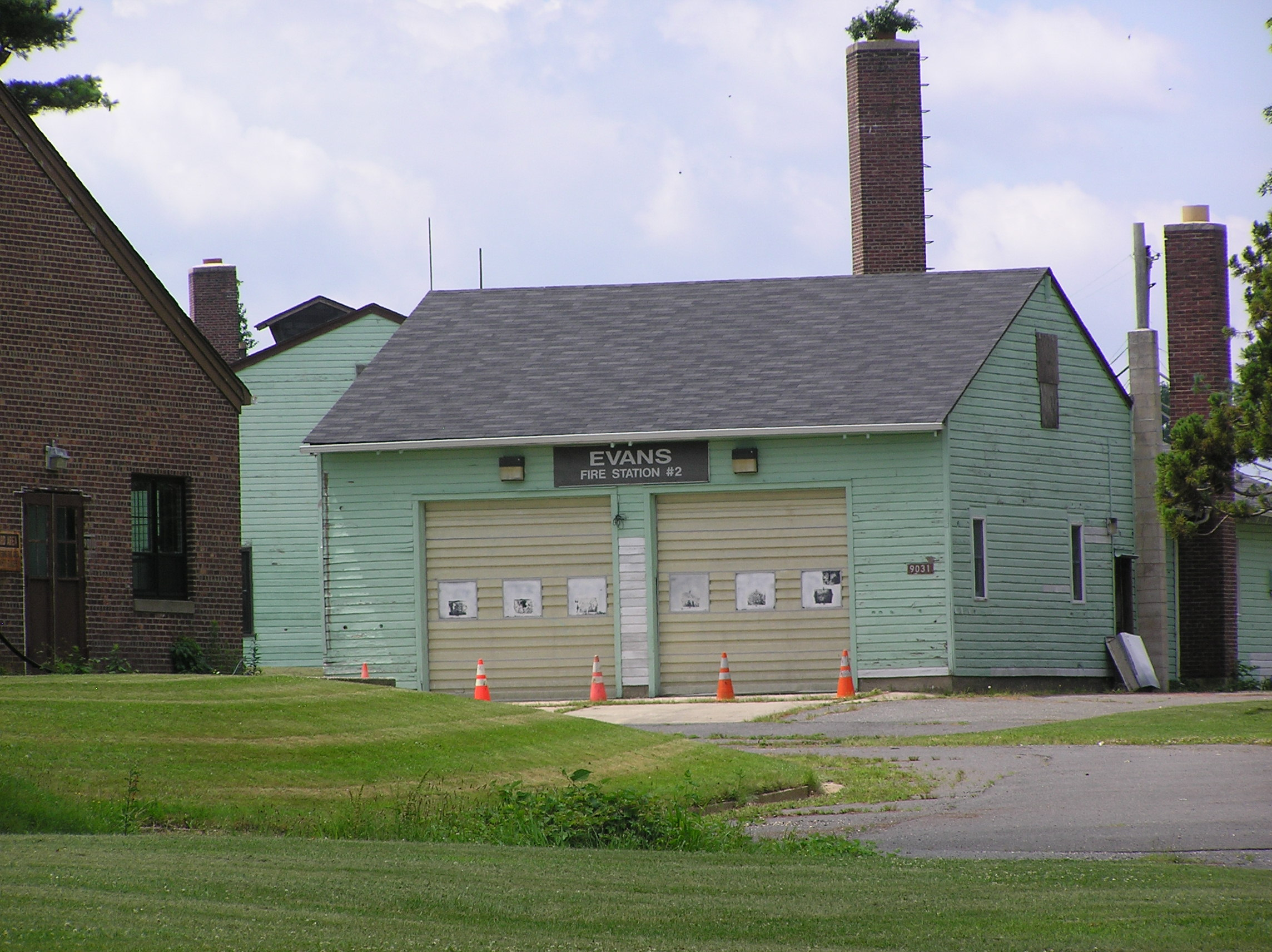
Camp Evans Historic District.
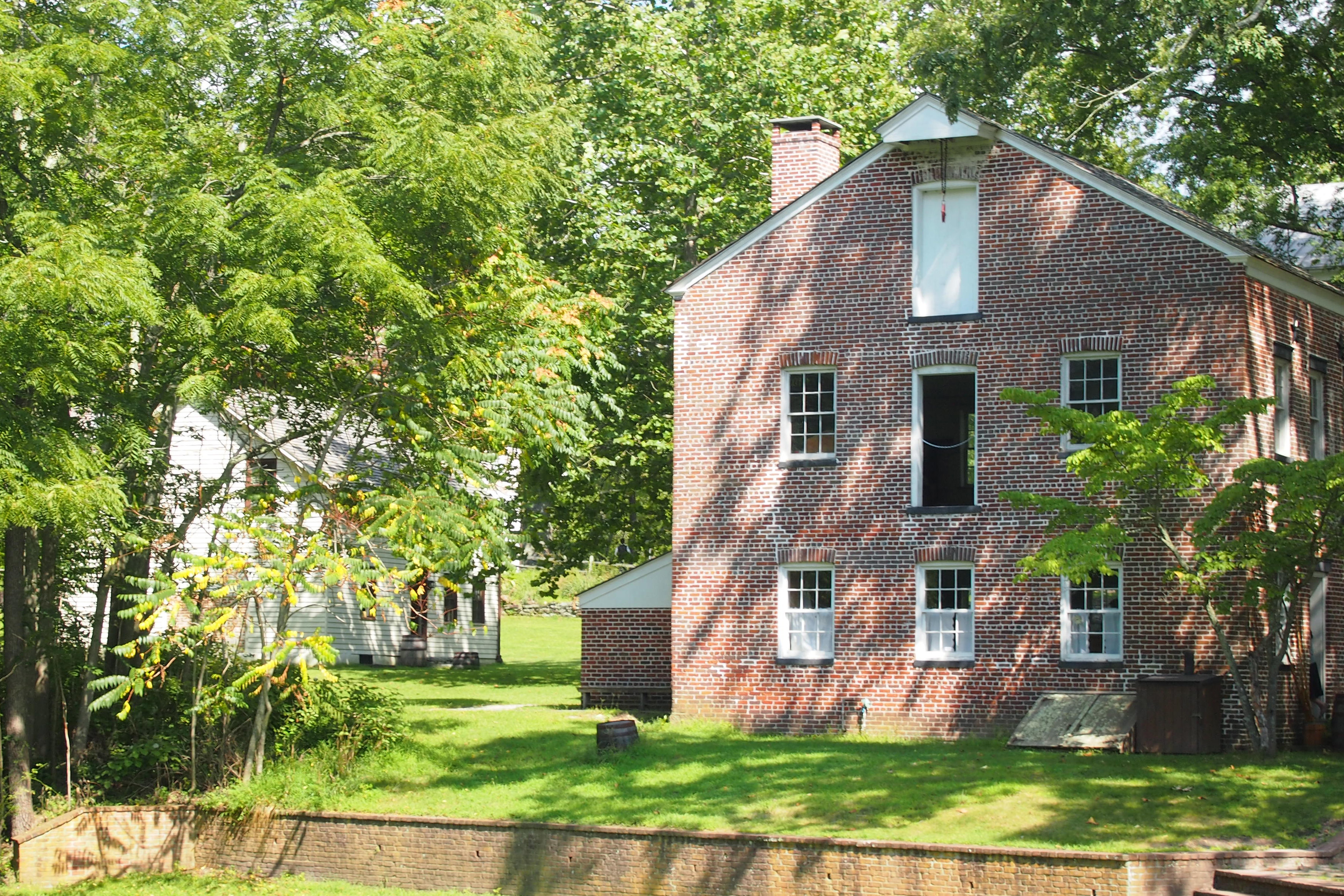
Allaire Village.

## Démographie
Lors du recensement de 2010, la population de Wall Township est de 26 164 habitants. Elle est estimée à 25 705 habitants au 1er juillet 2018, en baisse de près de 2 % par rapport à 2010.
Wall Township est une municipalité relativement blanche et aisée. Le revenu par habitant était en moyenne de 49 250 dollars par an entre 2013 et 2017, inférieur à la moyenne du New Jersey (39 069 dollars) et à la moyenne nationale (31 177 dollars). Sur cette même période, 6 % des habitants de Wall Township vivaient sous le seuil de pauvreté (contre 9,5 % dans l'État et 11,8 % à l'échelle des États-Unis en 2018). Par ailleurs, 95,2 % de ses habitants de plus de 25 ans étaient diplômés d'une high school et 48,2 % possédaient au moins un bachelor degree (contre 89,2 % et 38,1 % au New Jersey, 87,3 % et 30,9 % aux États-Unis).
| Groupe          | Wall Township (2017) | New Jersey (2018) | États-Unis (2018) |
| --------------- | -------------------- | ----------------- | ----------------- |
| Blancs          | 94,7                 | 72,0              | 76,5              |
| Afro-Américains | 3,4                  | 15,0              | 13,4              |
| Amérindiens     | 0,0                  | 0,6               | 1,3               |
| Asiatiques      | 1,0                  | 10,0              | 5,9               |
| Océaniens       | 0,0                  | 0,1               | 0,2               |
| Métis           | 0,6                  | 2,3               | 2,7               |
|                 |                      |                   |                   |
| Hispaniques     | 3,2                  | 20,6              | 18,3              |